# Борн, Элина
Элина Борн (эст. Elina Born, 29 июня 1994, Лехтсе) — эстонская певица. Она представляла Эстонию на конкурсе песни Евровидение 2015 вместе со Стигом Рястой с песней «Goodbye to Yesterday» и участвовала в конкурсе Eesti Laul (эстонский отбор на «Евровидение») в 2013 и 2017 с песнями «Enough» и «In Or Out» соответственно. Она заняла второе место в пятом сезоне Eesti otsib superstaari.

## Биография

### Юность
Элина Борн родилась 29 июня 1994 года в посёлке Лехтсе в Эстонии, расположенном в 80 километрах по шоссе к юго-востоку от Таллина. Стиг Ряста обнаружил ролик Элины Борн на YouTube, где она пела «Сruz» Кристины Агилеры, и сказал: «Я был совершенно очарован ее музыкальностью». Элина была в школе, когда сообщение от Стига появилось на её странице в Facebook. Позже Борн сказала: «Честно говоря, я начала плакать. Мне понадобилось пару дней, чтобы собраться с духом и написать».

### Карьера
В 2012 году Элина Борн приняла участие в эстонском реалити-шоу Eesti otsib superstaari (Эстония ищет Суперзвезду). Программа направлена на выявление лучшей певицы в Эстонии через серию общенациональных прослушиваний. Она прошла через прослушивание, театральный раунд, студийный раунд и финал. Она вышла в суперфинал, но стала второй после Расмуса Ряндве.

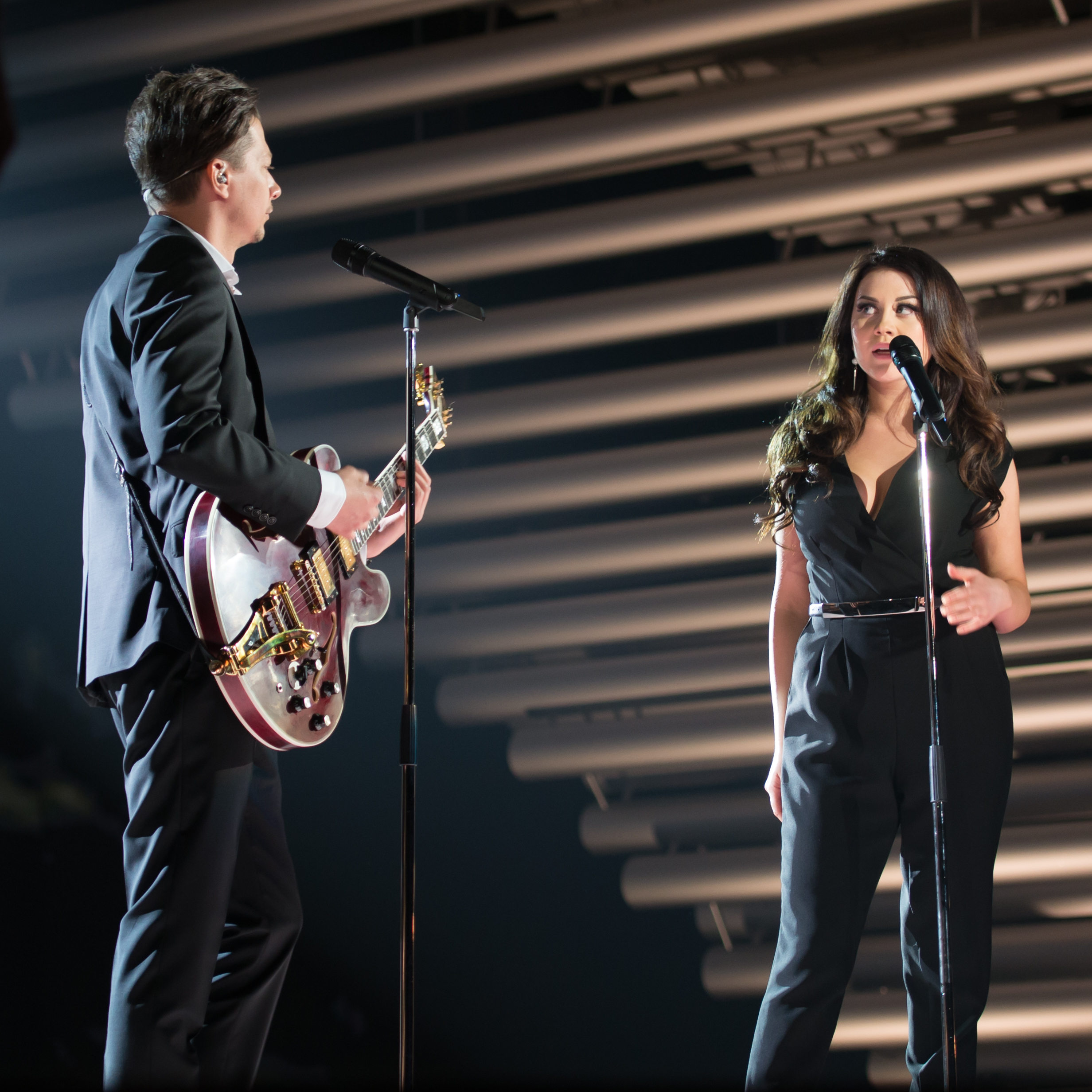
Элина Борн и Стиг Ряста в 2015

Элина Борн со Стигом Рястой приняла участие в Eesti Laul 2015 , организованный эстонской вещательной компанией Eesti Rahvusringhääling. Они участвовали во втором полуфинале Eesti Laul с песней «Goodbye to Yesterday», который состоялся 14 февраля 2015 года, дошли до финала, состоявшегося 21 февраля, вышли в Суперфинал вместе с двумя другими песнями и были выбраны, чтобы представлять Эстонию на Евровидении 2015. Элина и Стиг заняли 7-е место в финале, набрав 106 баллов.

## Дискография

### Альбомы
| Название   | Детали                                                                              |
| ---------- | ----------------------------------------------------------------------------------- |
| Elina Born | - Дата выхода: 18 мая 2015 - Лэйбл: Star Management - Формат: CD, цифровая загрузка |

### Синглы

#### Как главная певица
| «Enough»                                        | 2012 | 3 | — | —  | —  | —  | —  | —  | —  | Elina Born           |
| «Miss Calculation»                              | 2013 | 1 | — | —  | —  | —  | —  | —  | —  | Elina Born           |
| «Mystery»                                       | 2014 | 5 | — | —  | —  | —  | —  | —  | —  | Elina Born           |
| «Goodbye to Yesterday» (со Стигом Рястой)       | 2015 | 1 | 8 | 71 | 32 | 42 | 73 | 56 | 68 | Elina Born           |
| «Kilimanjaro»                                   | 2015 | 3 | — | —  | —  | —  | —  | —  | —  | Elina Born           |
| «In or Out»                                     | 2016 | — | — | —  | —  | —  | —  | —  | —  | Неальбомный сингл(ы) |
| «—» обозначает, что сингл отсутствовал в чартах |      |   |   |    |    |    |    |    |    |                      |

#### Как участница
| Год  | Название                                                                                                | Альбом |
| ---- | --- | ------ |
| 2015 | «The Otherside» (Тамар Капрелян feat. Эльхаида Дани, Элина Борн, Мария-Элена Кириаку & Стефани Топалян) | н/д    |